# Typhlops lankaensis
Typhlops lankaensis este o specie de șerpi din genul Typhlops, familia Typhlopidae, descrisă de Taylor 1947. Conform Catalogue of Life specia Typhlops lankaensis nu are subspecii cunoscute.